# معهد إدارة المواد النووية
معهد إدارة المواد النووية هو منظمة فنية ومهنية دولية تعمل على تعزيز التعامل الآمن مع المواد النووية والممارسة الآمنة لإدارة المواد النووية من خلال المنشورات، فضلاً عن العروض التقديمية والاجتماعات المنظمة.

## المقر
يقع المقر الرئيسي لمعهد إدارة المواد النووية في ديرفيلد بولاية إلينوي في الولايات المتحدة.

## الأعضاء
أعضاء المعهد موجودون في جميع أنحاء العالم بما في ذلك أوروبا وآسيا وأمريكا الجنوبية وأمريكا الشمالية. هناك أكثر من 1100 عضو.
في فبراير 2009 ذكر لي شيبارد نائب رئيس مختبرات سانديا الوطنية للطاقة والأمن والدفاع، عن المعهد الوطني للمقاومة النووية والجمعية النووية الأمريكية:
«هاتان المنظمتان الرائدتان في العالم اللتان تعالجان التحديات المرتبطة بالطاقة النووية وعدم الانتشار وإدارة المواد النووية والتي تسهم بشكل كبير في الأساس العلمي والهندسي للطاقة النووية في العالم».